# Mercedes Goberna
María de las Mercedes Goberna Bulart, religiosa y compositora que al profesar como monja tomó el nombre de María del Sagrario.

## Biografía
Hija del compositor  Robert Goberna i Franchi  (Barcelona, 1858-1934) y Mercè Bulart i Capella.
Estudió piano. Posteriormente, profesó como religiosa en la Congregación de la Sagrada Familia de Sabadell, a la cual pertenecía el Colegio Sagrada Familia. Su padre ejerció como profesor de música en esa institución. 
Escribió diversas composiciones musicales. Algunas se conservan en el Fondo Robert Goberna de la Biblioteca de Cataluña.

## Obra[2]
- La Verge bressant (1916)
- Trisagio a la Santísima Virgen (1920)
- Himno a la Sagrada Familia (1943)
- Himno a María Medianera de todas las gracias (1943). Letra: Joaquín Torné Amenos, presbítero.
- Padre Nuestro

## Homenajes
Su padre, Robert Goberna, le dedicó las composiciones Mercedes (1900), Contemplación (1901), Tot breçant (1902) y Vocació (1903). También el compositor Nadal Puig Bellera le dedicó la obra Dols recort (1903).